# Tanga, Tanzania
Tanga  este un oraș  în  Tanzania. Este reședința  regiunii Tanga.